# 張英哲
張英哲（韓語：장영철，1968年3月16日—），韓國電視劇編劇。與妻子鄭景順常共同撰寫電視劇劇本。

## 作品列表

### 電視劇
- 2002年：SBS《情》（與鄭景順）
- 2004年：SBS《2004人間市場》
- 2006年：KBS《大祚榮》
- 2010年：SBS《Giant》（與鄭景順）
- 2012年：SBS《工薪族楚漢誌》（與鄭景順）
- 2013年：SBS《錢的化身》（與鄭景順）
- 2013年：MBC《奇皇后》（與鄭景順）
- 2016年：MBC《Monster》（與鄭景順）
- 2019年：SBS《VAGABOND》（與鄭景順）

## 獲獎
- 2007年：KBS演技大賞－作家賞（《大祚榮》）
- 2013年：MBC演技大賞－作家賞（《奇皇后》）

## 外部連結
- NAVER （页面存档备份，存于）